# 칼 헨리
칼 헨리(영어: Carl F.H. Henry, 1913년 1월 22일 ~ 2003년 12월 7일)은 미국의 개신교 신학자이다. 현대 북미 복음주의 운동에서 가장 영향력 있는 신학자로 여겨진다.

## 경력
칼 헨리는 1913년 뉴욕 시 맨해튼에서 독일 이민 가정의 아들로 태어났다. 모친은 로마 가톨릭 신자이고, 부친은 루터교회 신자였다. 성공회(Episcopal Church)에서 세례를 받았으며, 1929년 고등학교를 졸업한 뒤 신문사에서 기자로 일했다. 1932년에는 《스미스타운 스타》편집장이 되었다. 밀드레드 크리스티 부인과의 만남으로 회심했다. 1933년 휘튼 대학교에서 입학하여 철학을 공부하였고, 1938년 시카고의 북침례교신학교에서 신학을 공부하여 침례교 목사가 되었다. 1947년 복음주의 신학교인 풀러신학교에서 학생들을 가르쳤고, 1949년 Ph.D 학위를 받았다. 1956년부터 1969년까지 크리스처니티 투데이 편집장으로 활동했다. 저서로는 기독교인의 사회참여의 근거를 성서의 예언자 전통과 복음주의 신학에서 찾은《복음주의자의 불편한 양심(The Uneasy Conscience of Modern Fundamentalism)》(1947년 작.2009년 IVP에서 박세혁의 번역으로 한국에 소개함.), << Aspects of Christian Social Ethics >> 등이 있다.